# Robert Körner
Robert Körner (* 21. August 1924 in Wien; † 22. Juni 1989) war ein österreichischer Fußball-Nationalspieler und späterer Fußballtrainer. Gemeinsam mit seinem jüngeren Bruder Alfred Körner spielte er in den späten 1940er und 50er Jahren im Sturm bei Rapid und in der österreichischen Nationalmannschaft.

## Karriere
Gemeinsam mit seinem Bruder Alfred kam Robert Körner 1938 in die Jugendmannschaft von Rapid. Schmächtig von Natur, erhielt er den Spitznamen „Gselchter“ und wurde bald ob seines Stanglpasses berühmt. Robert Körner, er bekam die Abkürzung „Körner I“, debütierte für Rapid auf seiner Position des Rechtsaußen am 23. August 1942 beim 10:1-Sieg über die Wiener Austria, Bruder Alfred „Körner II“ spielte bald als Linksaußen. Den ersten Titelgewinn in Hütteldorf konnte er in der ersten Nachkriegsmeisterschaft 1945/46 feiern. Auch im wiedereingeführten Cupwettbewerb konnte der Stürmer mit dem Verein im Finale gegen die Vienna triumphieren. Diese Titelgewinne waren der Anfang einer wahren Titelhamsterei mit den Grün-Weißen, denn bis zu seiner letzten aktiven Saison 1956/57 konnte Robert Körner insgesamt sieben Meisterschaften in Empfang nehmen. Besonders in Erinnerung in Zusammenhang mit seiner Person ist sicherlich der Meisterschaftsgewinn 1947/48, bei dem Robert Körner acht Minuten vor Schluss gegen die Wiener Austria den entscheidenden Treffer schoss.
Neben seinen Erfolgen auf nationaler Ebene stehen die mit der Nationalmannschaft um nichts nach. Sein Debüt gab Robert Körner am 14. November 1948 beim 2:1-Sieg gegen Schweden. Nachdem sich Österreich mit einem 9:1 über Portugal für die Weltmeisterschaft 1954 qualifizieren konnte, begleitete Robert Körner das Team in die Schweiz und kam bei allen Partien zum Einsatz. Österreich erreichte mit dem dritten Platz seine beste WM-Platzierung, er selbst erzielte im Kleinen Finale das 2:0, welches aber heute als Eigentor gerechnet wird, da ein Uruguayer den Ball abfälschte.
Nach Beendigung seiner aktiven Karriere wurde Robert Körner Trainer. Zunächst arbeitete er von 1959 bis 1966 bei Rapid, wurde dort noch zwei weitere Male Meister und wechselte anschließend nach Deutschland, wo er zunächst eine Saison lang beim SV Waldhof Mannheim und anschließend als Co-Trainer in der Bundesliga unter seinem ehemaligen Spielerkollegen Max Merkel beim 1. FC Nürnberg arbeitete. Dort war der Gewinn der deutschen Meisterschaft 1968 sein größter Erfolg.
Robert Körner ist der Trainer mit der kürzesten Amtszeit als Chef-Trainer in der Bundesliga. In der Saison 1968/69 folgte er Merkel als Trainer des 1. FC Nürnberg. Er wurde jedoch bereits nach 18 Tagen, am 12. April 1969, wieder entlassen.
Später sprang Robert Körner immer wieder bei Rapid ein, falls Not am Mann war, arbeitete so noch insgesamt dreimal als Cheftrainer: 1969/70, 1972 und 1975/76.
Seine Grabstätte befindet sich auf dem Baumgartner Friedhof in Wien (Gruppe J1, Nummer 213).

## Erfolge
- 9 × Österreichischer Meister: 1946, 1948, 1951, 1952, 1954, 1956, 1957 (Spieler), 1960, 1964 (Trainer)
- 1 × Deutscher Meister: 1968 (Co-Trainer)
- 4 × Österreichischer Cupsieger: 1946, (Spieler), 1961, 1972, 1976 (Trainer)

- Zentropacup-Sieger 1951
- Teilnahme Weltmeisterschaft 1954: 3. Platz
- 16 Länderspiele und 1 Tor für die österreichische Fußballnationalmannschaft von 1948 bis 1955